# Syrië op de Olympische Zomerspelen 2012
Syrië nam deel aan de Olympische Zomerspelen 2012 in Londen, Verenigd Koninkrijk.

## Deelnemers en resultaten
(m) = mannen, (v) = vrouwen

### Atletiek
| Olympiër           | Onderdeel        | Resultaat | Prestatie                        |
| ------------------ | ---------------- | --------- | -------------------------------- |
| Majed Aldin Ghazal | hoogspringen (m) | 28e       | kwalificatie: 2,16 (13e groep A) |
|                    |                  |           |                                  |
| Ghfran Almouhamad  | 400 m horden (v) | dsq       | serie 2: gediskwalificeerd       |

### Boksen
| Olympiër        | Onderdeel                  | Resultaat | Prestatie                               |
| --------------- | -------------------------- | --------- | --------------------------------------- |
| Wessam Salamana | bantamgewicht [-56 kg] (m) | 1/16F     | 1/16F: verloor van KAZ Kanat Abutalipov |

### Gewichtheffen
| Olympiër      | Onderdeel                  | Resultaat | Prestatie                                        |
| ------------- | -------------------------- | --------- | ------------------------------------------------ |
| Ahed Joughili | zwaargewicht (-105 kg) (m) | 6e        | totaal: 398 kg (trekken: 180 kg; stoten: 218 kg) |
|               |                            |           |                                                  |
| Thuraia Sobh  | zwaargewicht (-75 kg) (v)  | 11e       | totaal: 201 kg (trekken: 86 kg; stoten: 115 kg)  |

### Paardensport
| Olympiër                          | Onderdeel      | Resultaat | Prestatie                                                                          |
| --------------------------------- | -------------- | --------- | ---------------------------------------------------------------------------------- |
| Ahmad Saber Hamcho op "Wonderboy" | springconcours | 62e       | kwalificatie: 30 strafpunten 1e ronde: 01 strafpunt (33e) 2e ronde: 29 strafpunten |

### Schietsport
| Olympiër        | Onderdeel             | Resultaat | Prestatie                |
| --------------- | --------------------- | --------- | ------------------------ |
| Raya Zin Aldden | 10 m luchtpistool (w) | 50e       | kwalificatie: 388 punten |

### Wielersport
| Olympiër     | Onderdeel        | Resultaat | Prestatie      |
| ------------ | ---------------- | --------- | -------------- |
| Omar Hasanin | wegwedstrijd (m) | dnf       | niet gefinisht |

### Zwemmen
| Olympiër       | Onderdeel        | Resultaat | Prestatie                       |
| -------------- | ---------------- | --------- | ------------------------------- |
| Azad Al-Barazi | 100 m school (m) | series    | serie 2: 1.03,48 (7e; 39e tijd) |
|                |                  |           |                                 |
| Bayan Jumah    | 100 m vrij (v)   | series    | serie 2: 59,78 (2e; 40e tijd)   |

Afghanistan · Albanië · Algerije · Amerikaanse Maagdeneilanden · Amerikaans-Samoa · Andorra · Angola · Antigua en Barbuda · Argentinië · Armenië · Aruba · Australië · Azerbeidzjan · Bahama's · Bahrein · Bangladesh · Barbados · België · Belize · Benin · Bermuda · Bhutan · Bolivia · Bosnië en Herzegovina · Botswana · Brazilië · Britse Maagdeneilanden · Brunei · Bulgarije · Burkina Faso · Burundi · Cambodja · Canada · Centraal-Afrikaanse Republiek · Chili · China · Chinees Taipei · Colombia · Comoren · Congo-Brazzaville · Congo-Kinshasa · Cookeilanden · Costa Rica · Cuba · Cyprus · Denemarken · Djibouti · Dominica · Dominicaanse Republiek · Duitsland · Ecuador · Egypte · El Salvador · Equatoriaal-Guinea · Eritrea · Estland · Ethiopië · Fiji · Filipijnen · Finland · Frankrijk · Gabon · Gambia · Georgië · Ghana · Grenada · Griekenland · Groot-Brittannië · Guam · Guatemala · Guinee · Guinee‑Bissau · Guyana · Haïti · Honduras · Hongarije · Hongkong · Ierland · IJsland · India · Indonesië · Irak · Iran · Israël · Italië · Ivoorkust · Jamaica · Japan · Jemen · Jordanië · Kaaimaneilanden · Kaapverdië · Kameroen · Kazachstan · Kenia · Kirgizië · Kiribati · Koeweit · Kroatië · Laos · Lesotho · Letland · Libanon · Liberia · Libië · Liechtenstein · Litouwen · Luxemburg · Macedonië · Madagaskar · Malawi · Maldiven · Maleisië · Mali · Malta · Marshalleilanden · Marokko · Mauritanië · Mauritius · Mexico · Micronesië · Moldavië · Monaco · Mongolië · Montenegro · Mozambique · Myanmar · Namibië · Nauru · Nederland · Nepal · Nicaragua · Nieuw-Zeeland · Niger · Nigeria · Noord-Korea · Noorwegen · Oeganda · Oekraïne · Oezbekistan · Oman · Oostenrijk · Oost-Timor · Pakistan · Palau · Palestina · Panama · Papoea-Nieuw-Guinea · Paraguay · Peru · Polen · Portugal · Puerto Rico · Qatar · Roemenië · Rusland · Rwanda · Saint Kitts en Nevis · Saint Lucia · Saint Vincent en Grenadines · Salomonseilanden · Samoa · San Marino · Sao Tomé en Principe · Saoedi-Arabië · Senegal · Servië · Seychellen · Sierra Leone · Singapore · Slovenië · Slowakije · Soedan · Somalië · Spanje · Sri Lanka · Suriname · Swaziland · Syrië · Tadzjikistan · Tanzania · Thailand · Togo · Tonga · Trinidad en Tobago · Tsjaad · Tsjechië · Tunesië · Turkije · Turkmenistan · Tuvalu · Uruguay · Vanuatu · Venezuela · Verenigde Arabische Emiraten · Verenigde Staten · Vietnam · Wit-Rusland · Zambia · Zimbabwe · Zuid-Afrika · Zuid-Korea · Zweden · Zwitserland · Onafhankelijke atleten